# Saint-Didier-sur-Rochefort
Saint-Didier-sur-Rochefort est une ancienne commune française située dans le département de la Loire en région Auvergne-Rhône-Alpes. Le 1er janvier 2025, elle fusionne avec La Côte-en-Couzan pour former la commune de La Côte-Saint-Didier.

## Géographie

### Localisation

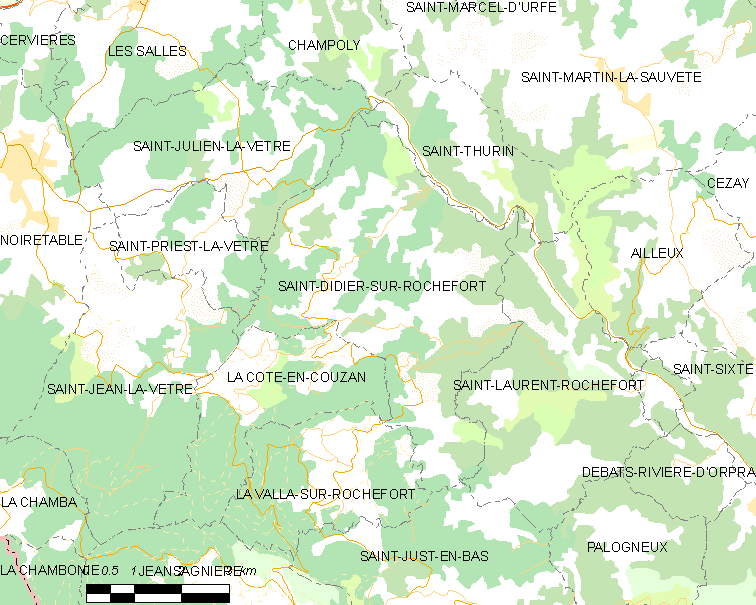
Localisation du village et des communes aux alentours

Saint-Didier-sur-Rochefort fait partie du Forez. Saint-Étienne est à 93 km, Roanne à 47 et Noirétable à 11 km.
| Saint-Priest-la-Vêtre  | Saint-Julien-la-Vêtre      | Saint-Thurin            |
| La Côte-en-Couzan      | Saint-Didier-sur-Rochefort |                         |
| La Valla-sur-Rochefort | Saint-Just-en-Bas          | Saint-Laurent-Rochefort |

### Climat
Pour des articles plus généraux, voir Climat d'Auvergne-Rhône-Alpes et Climat de la Loire.
En 2010, le climat de la commune est de type climat des marges montargnardes, selon une étude du Centre national de la recherche scientifique s'appuyant sur une série de données couvrant la période 1971-2000. En 2020, Météo-France publie une typologie des climats de la France métropolitaine dans laquelle la commune est exposée à un climat de montagne ou de marges de montagne et est dans la région climatique Nord-est du Massif Central, caractérisée par une pluviométrie annuelle de 800 à 1 200 mm, bien répartie dans l’année.
Pour la période 1971-2000, la température annuelle moyenne est de 9,6 °C, avec une amplitude thermique annuelle de 16 °C. Le cumul annuel moyen de précipitations est de 1 041 mm, avec 11,5 jours de précipitations en janvier et 7,8 jours en juillet. Pour la période 1991-2020, la température moyenne annuelle observée sur la station météorologique de Météo-France la plus proche, « Col de la Loge_sapc », sur la commune de La Chamba à 8 km à vol d'oiseau, est de 7,2 °C et le cumul annuel moyen de précipitations est de 1 273,4 mm,. Pour l'avenir, les paramètres climatiques de la commune estimés pour 2050 selon différents scénarios d'émission de gaz à effet de serre sont consultables sur un site dédié publié par Météo-France en novembre 2022.

## Urbanisme

### Occupation des sols
L'occupation des sols de la commune, telle qu'elle ressort de la base de données européenne d’occupation biophysique des sols Corine Land Cover (CLC), est marquée par l'importance des forêts et milieux semi-naturels (58,3 % en 2018), une proportion sensiblement équivalente à celle de 1990 (58,1 %). La répartition détaillée en 2018 est la suivante : 
forêts (58,3 %), prairies (36,4 %), zones agricoles hétérogènes (4,1 %), zones urbanisées (1,2 %). L'évolution de l’occupation des sols de la commune et de ses infrastructures peut être observée sur les différentes représentations cartographiques du territoire : la carte de Cassini (XVIIIe siècle), la carte d'état-major (1820-1866) et les cartes ou photos aériennes de l'IGN pour la période actuelle (1950 à aujourd'hui).

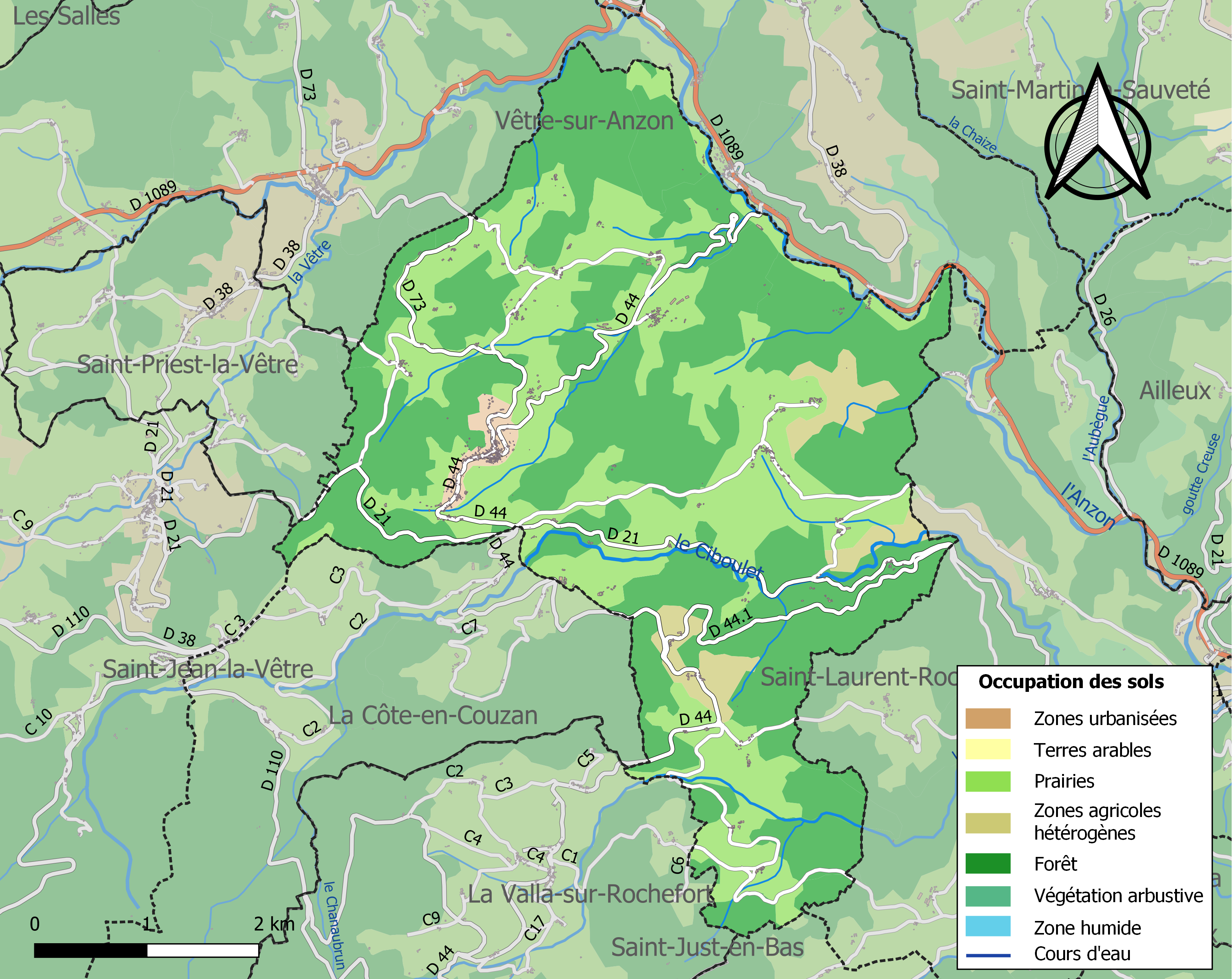
Carte des infrastructures et de l'occupation des sols de la commune en 2018 (CLC).

## Toponymie
Le nom de Rochefort vient de  roche fortifiée (rocca fortis).

## Politique et administration
| Période                                  | Période       | Identité        | Étiquette | Qualité     |
| ---------------------------------------- | ------------- | --------------- | --------- | ----------- |
| Les données manquantes sont à compléter. |               |                 |           |             |
| maire en 1950                            | ?             | M. Bartholin    | DVG       |             |
| 1971                                     | 1989          | Pierre Mallet   |           |             |
| mars 2001                                | mars 2014     | Georges Rolland |           |             |
| mars 2014                                | mai 2020      | Sylvie Robert   |           | Professeure |
| mai 2020                                 | décembre 2024 | David Sarry     |           |             |

Saint-Didier-sur-Rochefort faisait partie de la communauté de communes des Montagnes du Haut Forez de 1996 à 2016 puis a intégré Loire Forez Agglomération.

## Démographie
L'évolution du nombre d'habitants est connue à travers les recensements de la population effectués dans la commune depuis 1793. Pour les communes de moins de 10 000 habitants, une enquête de recensement portant sur toute la population est réalisée tous les cinq ans, les populations de référence des années intermédiaires étant quant à elles estimées par interpolation ou extrapolation. Pour la commune, le premier recensement exhaustif entrant dans le cadre du nouveau dispositif a été réalisé en 2008.

En 2022, la commune comptait 457 habitants, en évolution de +10,92 % par rapport à 2016 (Loire : +1,32 %, France hors Mayotte : +2,11 %).
| 1793  | 1800  | 1806  | 1821  | 1831  | 1836  | 1841  | 1846  | 1851  |
| ----- | ----- | ----- | ----- | ----- | ----- | ----- | ----- | ----- |
| 1 660 | 1 319 | 1 386 | 1 359 | 1 506 | 1 469 | 1 504 | 1 535 | 1 617 |

| 1856  | 1861  | 1866  | 1872  | 1876  | 1881  | 1886  | 1891  | 1896  |
| ----- | ----- | ----- | ----- | ----- | ----- | ----- | ----- | ----- |
| 1 496 | 1 433 | 1 504 | 1 536 | 1 519 | 1 593 | 1 543 | 1 565 | 1 527 |

| 1901  | 1906  | 1911  | 1921  | 1926  | 1931  | 1936  | 1946 | 1954 |
| ----- | ----- | ----- | ----- | ----- | ----- | ----- | ---- | ---- |
| 1 504 | 1 533 | 1 415 | 1 369 | 1 236 | 1 215 | 1 093 | 974  | 841  |

| 1962 | 1968 | 1975 | 1982 | 1990 | 1999 | 2006 | 2008 | 2013 |
| ---- | ---- | ---- | ---- | ---- | ---- | ---- | ---- | ---- |
| 744  | 672  | 552  | 476  | 428  | 407  | 422  | 426  | 411  |

| 2018 | 2022 | - | - | - | - | - | - | - |
| ---- | ---- | - | - | - | - | - | - | - |
| 421  | 457  | - | - | - | - | - | - | - |

## Culture locale et patrimoine

### Lieux et monuments
- Église Saint-Didier de Saint-Didier-sur-Rochefort.
- Souterrain annulaire du Rutard abandonné vers le XIIIe siècle[16].

### Personnalités liées à la commune
- Claude-Jean Allouez (1622-1689), missionnaire jésuite en Nouvelle-France, né à Saint-Didier.